# Sant Pere de Malpàs
Sant Pere de Malpàs és una església del poble de Malpàs, al municipi del Pont de Suert (Alta Ribagorça) inclosa a l'Inventari del Patrimoni Arquitectònic de Catalunya.

## Descripció
Església d'una nau de planta rectangular, aïllada al mig de la plaça.
S'han reformat les cobertes i façana principal. En aquesta la porta té un senzill arc de mig punt, rosetó a sobre i un campanar a la cantonada de llevant de base quadrada, també modificat.